# Glacier los Perros
Le glacier los Perros (en espagnol : glaciar los Perros, littéralement « glacier des chiens ») est un glacier situé à l’extrémité nord-ouest du massif del Paine, à l'intérieur du parc national Torres del Paine, au Chili. Administrativement, il appartient à la XIIe région de Magallanes et de l'Antarctique chilien et à la province de Última Esperanza.

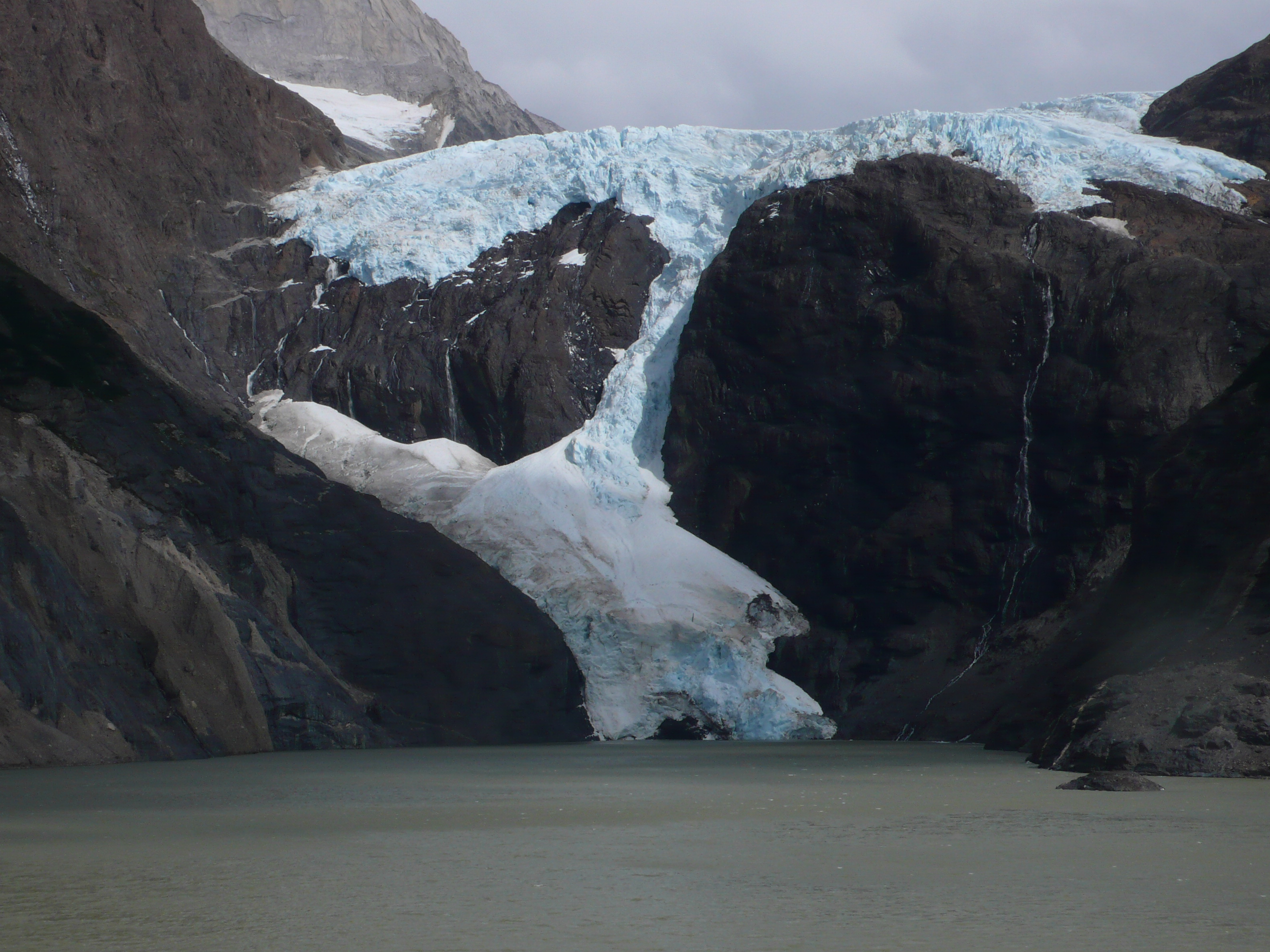
Vue du front glaciaire en 2008.

Le glacier los Perros progresse vers le nord du massif del Paine, alors que le glacier Olguín (avec qui il partage une origine commune) progresse vers le sud du massif. Ces deux glaciers ne font pas partie du champ de glace Sud de Patagonie.